# Felipe Sapag
Felipe Sapag (Zapala, 14 de febrero de 1917 - Neuquén, 14 de marzo de 2010) fue un político de origen peronista y empresario argentino de la Provincia del Neuquén, fundador del Movimiento Popular Neuquino y cinco veces gobernador de la Provincia del Neuquén (cuatro de ellas electo y una como interventor de un gobierno militar).

## Biografía
Felipe Sapag era hijo de Canaán Sapag y Nazira Jalil y tuvo siete hermanos. Realizó sus estudios secundarios en Bahía Blanca, en la Provincia de Buenos Aires, pero debió regresar con su familia cuando no pudo solventar sus estudios profesionales debido a la crisis económica de 1930. En 1931 se trasladó junto a su hermano a la localidad de Barrio Peligroso (nombre inicial del asentamiento), surgida a partir del importante centro petrolero de Plaza Huincul, dos años antes de que fuera fundada como ciudad con el nombre inicial de Pueblo Nuevo, cambiado en 1935 a Cutral Có por decreto del gobierno nacional. Allí se dedicó al comercio y se inició en la actividad política. Se casó con Estela Romeo, con la cual tendría cuatro hijos, de los cuales dos serían ultimados por la última dictadura militar.
Durante la primera presidencia de Juan Domingo Perón (1946-1952) se creó la Municipalidad de Cutral Có, cuando Neuquén era un territorio nacional y aún no había sido constituida como provincia. En las primeras elecciones realizadas en la ciudad, el 17 de noviembre de 1951, para elegir los cinco miembros del Concejo Municipal, Sapag ocupó el segundo lugar en la lista de candidatos del Partido Peronista, resultando electo junto a otros cuatro candidatos del partido. Poco después, el 1 de mayo de 1952, renunció el primer concejal, pasando así Sapag a ocupar el cargo de presidente del Concejo, hasta ser derrocado en 1955. Su hermano Amado también resultó elegido por el peronismo para integrar el Concejo del municipio de Zapala. Bajo su presidencia la ciudad adoptó el nombre de Eva Perón.
En 1954 se sancionó la Ley de Provincialización de Neuquén, pero la norma quedó suspendida por la dictadura autodenominada Revolución Libertadora, de 1955, y recién sería cumplida en 1957 al constituirse la Provincia del Neuquén. La dictadura prohibió al peronismo y la actividad política de los ciudadanos peronistas. La proscripción del peronismo puso a Sapag y a todos los demás peronistas ante el dilema de cómo responder a la prohibición. Una de las respuestas fue crear partidos provinciales que no declarasen formalmente su condición de peronistas y que fueron conocidos como partidos neoperonistas. Uno de esos partidos fue el Movimiento Popular Neuquino (MPN), fundado por Felipe Sapag el 4 de julio de 1961, para poder participar en las elecciones de las autoridades provinciales que habían comenzado a realizarse en 1958.
Felipe Sapag resultó elegido gobernador en 1962 por el 48,48% de los votos, acompañado por Pedro Mendaña, en las primeras elecciones en las que el MPN se presentó, pero el golpe de Estado que derrocó a Frondizi dejó sin efecto la asunción al poder. Volvió a ganar en las elecciones de 1963, en las que Arturo Illia resultó elegido presidente.
Durante su primera gestión se destaca la creación de la Universidad Provincial del Neuquén (ahora llamada Universidad Nacional del Comahue), en 1965, la creación de un organismo de planificación llamado Corporación para el Desarrollo de Neuquén (COPADE) y la provincialización del Banco de la Provincia del Neuquén. Sapag volvió a ser derrocado por el golpe militar de 1966, encabezado por el General Juan Carlos Onganía. En 1970 el propio Onganía le propuso asumir como interventor de Neuquén a causa del malestar general causado por dos huelgas llevadas a cabo en El Chocón (conocidas como el Choconazo), donde se construía una represa hidroeléctrica. Sapag aceptó, manteniendo el cargo hasta 1972.
En 1973 volvió a ganar las elecciones a gobernador, cuando Cámpora resultó elegido presidente. En este segundo mandato constitucional se destacaron el Plan de Salud y la creación del Parque Industrial de la Ciudad de Neuquén. Pero Sapag volvió también a ser derrocado con el golpe de Estado de 1976.
Restablecida la democracia en 1983, nuevamente triunfó en las elecciones para gobernador, cuando Raúl Alfonsín lo hizo en las de presidente. Por primera vez terminó un mandato constitucional, en 1987.
En 1995 fue elegido Gobernador nuevamente y finalizó su último mandato en 1999, a la edad de 82 años.
Falleció a las 22:15 horas del 14 de marzo de 2010, a los 93 años, en la ciudad de Neuquén.

## La familia Sapag
Formaba parte de un influyente clan familiar[cita requerida]:
- Amado Sapag (hermano), intendente de la ciudad de Zapala.
- Elías Sapag (hermano), Senador de la Nación.
- Luz María Sapag (sobrina), intendenta de San Martín de los Andes, diputada provincial y senadora nacional.
- Jorge Augusto Sapag (sobrino), gobernador de Neuquén desde el 10 de diciembre de 2007 hasta el 10 de diciembre de 2015. Sustituido por Omar Gutiérrez, presidente del Movimiento Popular Neuquino.
- Lucila Crexell Sapag (nieta de Elías Sapag), senadora nacional por la provincia de Neuquén.